# AC adaptér

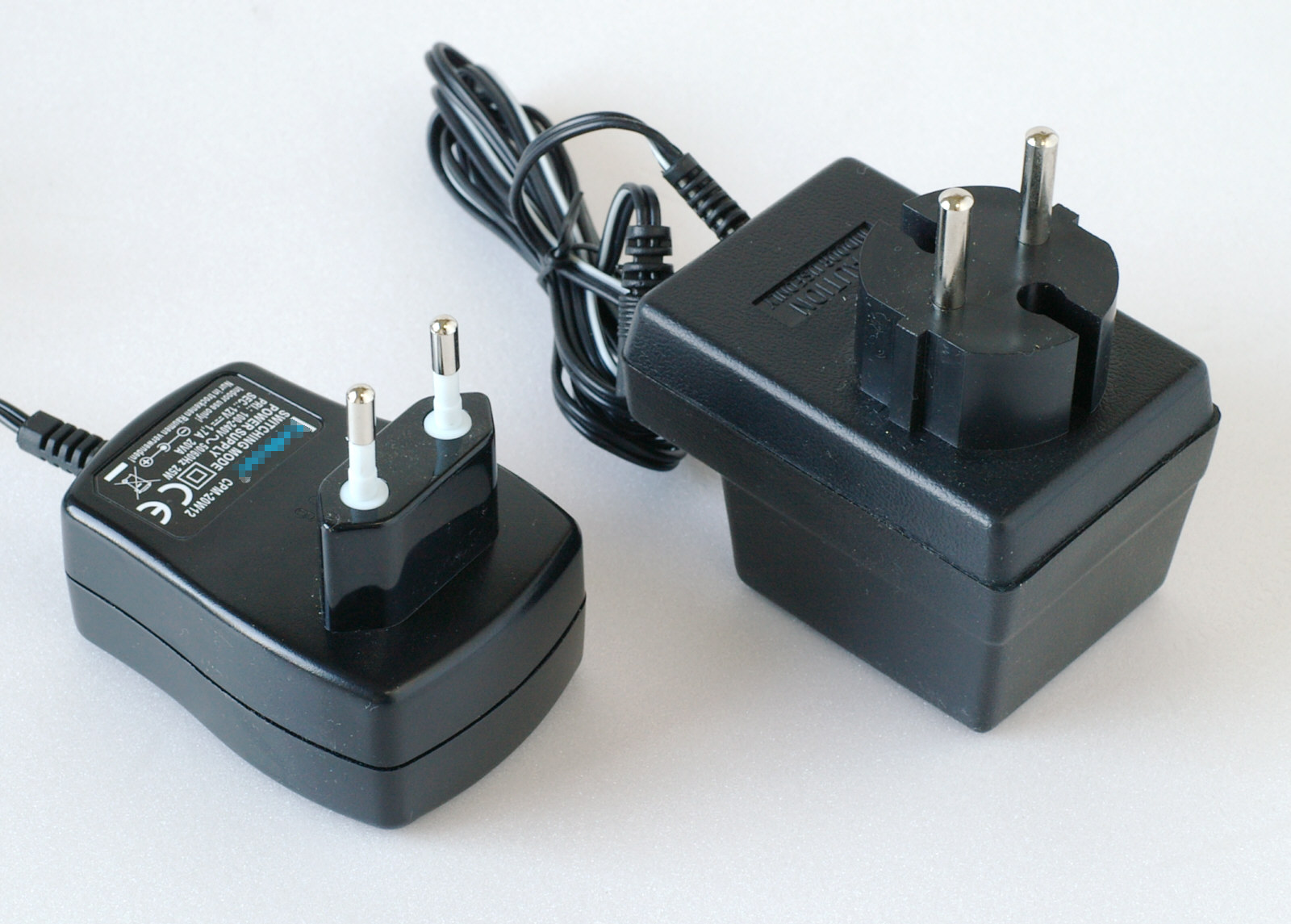
AC adaptéry do zásuvky.

AC adaptér je v elektrotechnice externí elektrický zdroj, který mění síťové napětí na napětí potřebné pro provoz napájeného přístroje. Nabíječky baterií jsou AC adaptéry sloužící pro nabíjení akumulátorů.

## Užití
AC adaptéry napájejí zařízení, která vyžadují napětí odlišné od napětí používaného v domácích elektrických rozvodech. Například AC adaptér pro nabíjení mobilních zařízení (smartphone) může mít na vstupu střídavé napětí od 110 V do 240 V a na výstupu má USB konektor poskytující stejnosměrné napětí 5 V.
Střídavý proud na střídavý převádějí adaptéry AC/AC, střídavý na stejnosměrný adaptéry AC/DC.